# Chiefs
Chiefs är en amerikansk miniserie i tre delar från år 1983 som är baserad på en bok av Stuart Woods. Serien nominerades till tre Primetime Emmy Awards.

## Handling
I den stillsamma småstaden Delano härjar en seriemördare som ger sig på unga pojkar. Tre generationer polischefer försöker sätta stopp för mördaren. Att hitta mördaren är inte lätt, så därför pågår jakten väldigt länge.
Samtidigt får polisen bekämpa alla rasistiska brott som begås.

## Om serien
Genom seriens gång får man aldrig veta var staden Delano ligger, men vissa saker tyder på att det ligger i South Carolina. Samtidigt utspelar sig boken i Georgia, men antyder att staden Delano är påhittad.
Det var tänkt att Andy Griffith skulle medverka i serien, men han blev sjuk precis innan inspelningen påbörjades. Därför gick rollen till Keith Carradine istället.
I Sverige släpptes serien direkt på video, och blev en stor succé.

## Rollista i urval
- Charlton Heston - Hugh Holmes
- Keith Carradine - Foxy Funderburke
- Stephen Collins - Billy Lee
- Brad Davis - Sonny Butts
- Tess Harper - Carrie Lee
- Paul Sorvino - Sheriff Skeeter Willis
- Billy Dee Williams - Joshua Cole
- Lane Smith - Hoss Spence
- Danny Glover - Marshall Peters
- Cary Guffey - Billy Lee
- John Goodman - Newt "Tub" Murray